# 應保
應保（1161年9月24日~1163年5月4日）是日本的年號。這個時代的天皇是二條天皇，由後白河法皇實施院政。

## 改元
- 永曆二年九月四日（西元1161年9月24日） 改元應保。
- 應保三年三月二十九日（西元1163年5月4日） 改元長寬。

## 出處
《尚書·康誥》：「已汝惟小子，乃服惟弘王，應保殷民。」。

## 紀年、西曆、干支對照表
| 平治       | 元年   | 二年   | 三年   |
| 儒略曆日期 | 1161年 | 1162年 | 1163年 |
| 干支       | 辛巳   | 壬午   | 癸未   |